# George Robert Crotch
George Robert Crotch (ur. 1842 w Somerset, zm. 16 czerwca 1874 w Filadelfii) – brytyjski (angielski) entomolog, specjalizujący się w koleopterologii.

## Życiorys
Urodził się w 1842 roku w Somerset w Anglii. Był synem pastora W.R. Crotcha i wnukiem kompozytora Williama Crotcha, a jego brat, William Duppa Crotch, również został entomologiem. Jego ojciec pełnił posługę w Cambridge. George od młodości zbierał chrząszcze i motyle, a wieku 14 lat zaczął publikować doniesienia do pisma Zoologist. W latach 1861–1864 uczył się w St.John's College. W 1867 uzyskał tytuł magistra na University of Cambridge. W latach 1866–1871 zatrudniony był w bibliotece uniwersyteckiej. W 1871 roku otrzymał grant od Wort's Fund na wyprawę entomologiczną, celem zgromadzenia zbiorów dla Muzeum Historii Naturalnej w Londynie. W październiku 1872 roku wypłynął do Filadelfii, gdzie spędził zimę badając zbiory. Wiosną 1873 roku odbył wyprawy po Zachodnim Wybrzeżu, zaś latem po Kalifornii, Oregonie i Kolumbii Brytyjskiej. Jesienią 1873 roku zatrudniony został w Muzeum Zoologii Porównawczej Uniwersytetu Harvarda. Po śmierci Louisa Agassiza w 1874 roku wrócił do Filadelfii. Wówczas już chorował na gruźlicę. Zmarł 16 czerwca 1874 roku.

## Dorobek naukowy
Crotch jest autorem 67 publikacji naukowych. Chociaż zbierał też motyle, większość z nich dotyczy chrząszczy. Szczególnie duży wkład wniósł w poznanie biedronkowatych i wygłodkowatych. Pierwsza jego publikacja koleopterologiczna ukazała się w 1861 roku. W 1863 roku opublikował A Catalogue of British Coleoptera, zawierający liczne nowe rekordy z Wielkiej Brytanii i porządkujący nazewnictwo. W 1864 roku odbył z bratem wyprawę na Wyspy Kanaryjskie, skąd wykazali 77 nowych gatunków. W 1865 i 1870 odbył wyprawy do Hiszpanii. W 1866 roku opublikował drugie wydanie katalogu brytyjskich chrząszczy. W 1871 roku ukazały się kolejne listy jego autorstwa: List of all the Coleoptera of the families Cicindelidae, Carabidae and Dytiscidae described AD. 1758-1821 referred to their modern genera, Synopsis Coleopterorum Europae et confinium anno 1868 descriptorum i List of Coccinellidae. Najważniejszymi dziełami opublikowanymi dzięki wyprawie do Ameryki były Checklist of the Coleoptera of America north of Mexico z 1873 roku, A revision of the coleopterous family Coccinellidae z 1874 roku oraz A revision of the coleopterous family Erotylidae z 1876 roku.
Swój zbiór Crotch przechowywał w Muzeum Zoologii Porównawczej w Cambridge. Oprócz chrząszczy znajdywały się w nim także muchówki, błonkoskrzydłe i chruściki. Okazy wysyłał też m.in. Karolowi Darwinowi